# Ricky Swallow

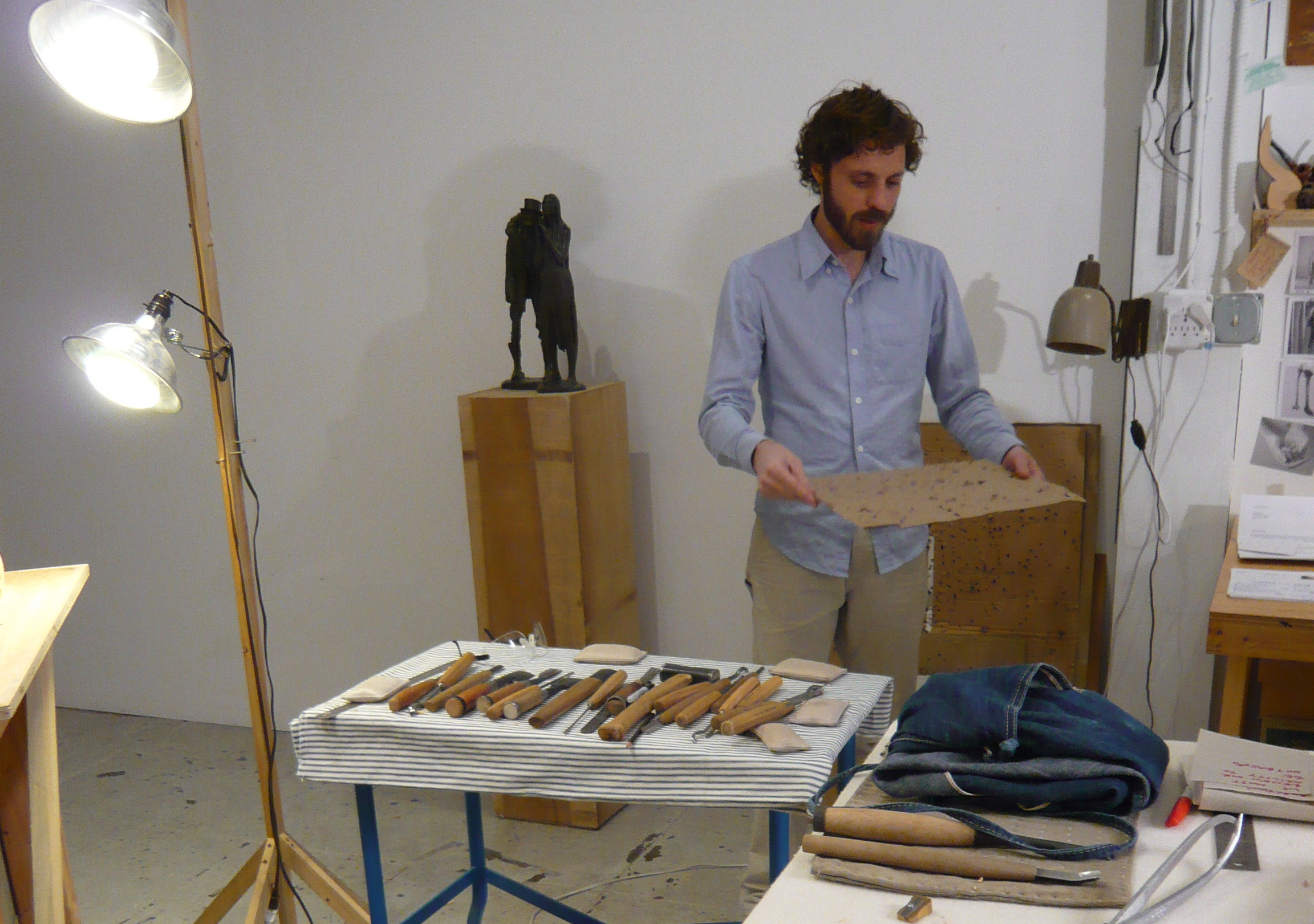
Ricky Swallow

Ricky Swallow (* 1974 in San Remo, Victoria, Australien) ist ein Künstler. Er vertrat Australien im Jahr 2005 bei der Biennale in Venedig.

## Leben
Swallow wurde 1974 in San Remo, Victoria, Australien geboren, und lebt und arbeitet nun nach der Station Los Angeles/USA in London/GB. Er schloss den Bachelor of Fine Art im Bereich Zeichnen am Victorian College of the Arts (VCA) im Jahr 1997 ab. 2001 unterrichtete er an der VCA teilzeit. Swallow hatte bereits eine große Zahl an Einzel- und Gruppenausstellungen in Neuseeland, Melbourne, Sydney, Los Angeles, Oslo San Francisco, Paris, Kopenhagen, New York, Cardiff, Brisbane, Canberra, Helsinki, London, Gent und Venedig.

## Sein Werk
Swallow ist bekannt für seine verkleinerten Modellwelten auf sich langsam bewegenden Drehscheiben; und Repliken von (überflüssigen?) Technologien und Zeitikonen wie etwa iMac und Darth Vader. Er arbeitete mit Karton, PVC, Gummi. Er gab es auf Modelle, Miniaturen, Repliken, Kopien, Schaubilder und Mementos zu fertigen. Der Künstler befasste sich mit den Restposten der jungen Vergangenheit, was ihn entschieden geprägt hat.
Das unweigerliche vergehen der Zeit und die Lebensspanne der Dinge sind wiedererscheinende Themen in Ricky Swallows arbeiten. Seit über einem Jahrzehnt macht er 1:1 Umsetzungen von Objekten die unter dem Einfluss der Zeit stehen. Durch die aufwendigen Skulpturen, welche er aus Holz schnitzt, erhält er Dinge in einem bestimmten Moment. Swallow macht diese Dinge unsterblich, noch bevor jene dies tatsächlich werden können.
Ricky Swallow durchläuft die Zeit, indem er auf hystorische Modelle und moderne weitverbreitete Symbole auf einmal benützt. Das Endresultat erweitert unsere Auffassung der ehrwürdigen Rolle der Skulptur und der Beständigkeit der Objekte.

## Zitate über sein Werk
- "If our civilisation were turned upside down and subsequently this gallery were excavated, what would the remnants reveal? Would the forms prove that the subject was evolving, devolving or just coming around again?" (Swallow in Nicholson 1999a)[1]

- "More recently I have been working with the idea of desire, the models, particularly the replicas being a model of certain desires. The Telescope is maybe the best example of this. I consider my process as taking things out of time, transforming objects/narrative into a study or enquiry about itself."[1]

## Ausgewählte Einzelausstellungen
- 2005 This Time Another Year, Venedig
- 2004 Killing Time, Sydney; Melbourne
- 2003 Field Recordings, Tokyo
- 2002 Tomorrow in Common, New York | Wooden Problem, Los Angeles | A Sculpture Now, Melbourne
- 2001 For Those Who Came in Late, Berkeley Art Museum, University of California
- 2000 Plastruct, Los Angeles | Unplugged, Sydney | Above Ground Sculpture, Wellington | Individual Ape, Oslo

## Ausgewählte Gruppenausstellungen
- 2005 Getting Emotional, Boston
- 2004 Strange Weather, London | The Ten Commandents, Dresden
- 2003 Still Life, Melbourne | The Fourth Sex.Adolescent Extremes, Florenz | Extended play-Art Remixing Music, New Plymouth | Wonderland, Auckland
- 2002 Remix:Contemporary Art and Pop, Liverpool
- 2001 Utopia/ROR, Helsinki; Kiel; Stockholm